# Tugabri
 (juin 2018).
Tugabri (en persan : توگبري romanisé en Tūgabrī) est un village de la province de Kohkiluyeh et Buyer Ahmad en Iran. Lors du recensement de 2006, sa population était de 222 habitants répartis dans 47 familles.